# 許登瀛
許登瀛（1503年—？），字預甫，陝西蘭州儀衛司校籍，應天府江寧縣人，明朝政治人物。

## 生平
嘉靖十三年（1534年）甲午科陝西鄉試第五十二名舉人。嘉靖十四年（1535年）中式乙未科會試第三百一名，登第二甲第二十五名進士。授户部主事，二十年六月赈济顺天、永平二府。升湖廣襄陽府知府，官至河南南阳府知府。

## 家族
曾祖許友；祖父許錦；父許懋，母邵氏。慈侍下。